# 북한개혁방송
북한개혁방송(北韓改革放送, North Korea Reform Radio)은 대한민국에서 설립되어 운영되고 있는 민간대북방송이다. 2006년 4월에 개국하였으며, 2011년에 통일부로부터 비영리 사단법인 북한발전연구원으로 승인받았다. 단파(SW, Short Wave) 라디오 방송이라는 형태를 띠고 있으며, 탈북자 김승철 대표가 설립하였다. 주파수는 2020년 3월을 기준으로 7590kHz이며, 하루 2시간동안 방송을 실시하고 있다.

## 방송 현황
단파방송은 7590kHz에서 매일 밤 11시 30분부터 12시 30분까지 1부, 새벽 5시 30분부터 6시 30분까지 2부로 하루에 2부씩 방송을 실시하고 있다.  본래는 하루에 1시간 방송하였지만 2016년부터 일일 2시간으로 방송시간을 연장했다.
송신소는 중앙아시아에 두고 있으며 200kW의 출력으로 송출하고 있다. 북한의 전파방해 공작으로 주파수의 변동이 잦아 지속적인 수신감도 체크를 하고 있다.
다른 대북방송과 다르게 방송의 청취자를 명확하게 북한의 엘리트들(간부, 군관(장교), 청년, 대학생)로 잡고 있으며 북한에 대한 연구와 다큐멘터리 제작도 병행하고 있다.

## 주파수
2020년 3월 현재 적용된 시간(한국 표준시)과 주파수는 다음과 같다.
| 단파 주파수 | 출력  |
| ----------- | ----- |
| 7590kHz     | 200kW |